# 구릉나무쌀쥐
구릉나무쌀쥐 또는 큰나무쌀쥐(Oecomys superans)는 비단털쥐과 나무쌀쥐속에 속하는 남아메리카 설치류이다. 콜롬비아 남부와 에콰도르, 페루의 안데스산맥 동부 경사면을 따라 발견되며, 동쪽으로 브라질 일부 지역을 포함하여 아마존 분지에서 발견된다. 분포 지역에 대해 많이 알려져 있지 않고, 더 남쪽의 볼리비아에서도 서식하는 것으로 추정된다.